# 貝特利山
貝特利山（Bättlihorn）是瑞士的山峰，位於該國西南部，由瓦萊州負責管轄，屬於勒蓬廷山的一部分，處於萊昂內山附近，俯瞰默雷爾，海拔高度2,992米。